# Peter Groth (Übersetzer)

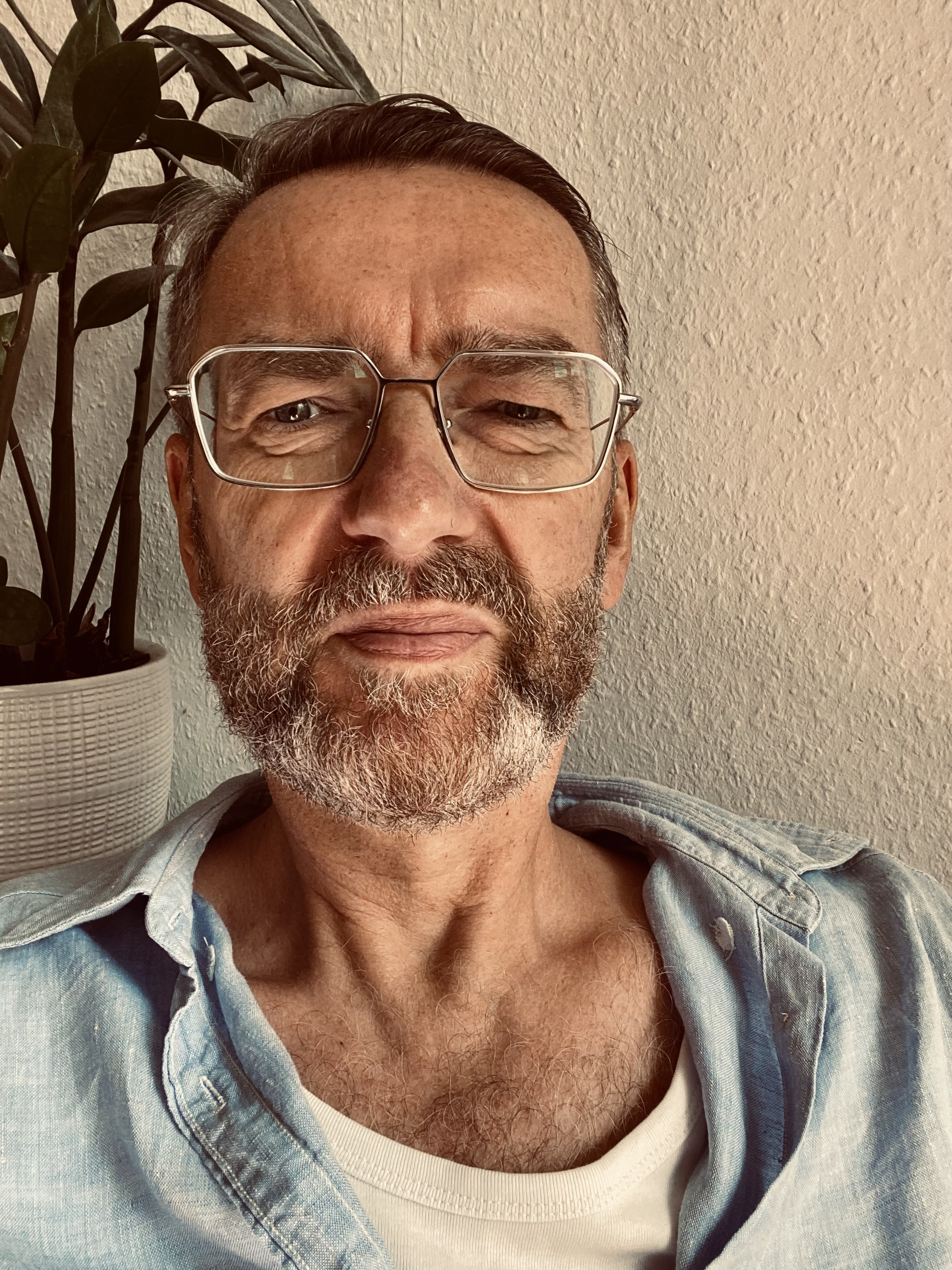
Peter Groth (2021)

Peter Groth (geboren 1967 in Wanne-Eickel) ist ein deutscher Übersetzer und Germanist.

## Leben und Wirken
Nach Ablegung der Reifeprüfung am Gymnasium Wanne im Jahre 1987 folgten 20 Monate Zivildienst im psychiatrischen Krankenhaus St. Marien-Hospital Eickel. Danach studierte Groth neuere deutsche Literaturwissenschaft, germanistische Linguistik und Theater-, Film- und Fernsehwissenschaften an der Ruhr-Universität Bochum. Seine bei Siegfried Grosse verfasste Magisterarbeit im Bereich Linguistik trug den Titel Relevanz von Redundanz oder Von der Bedeutung 'überflüssiger' Elemente für das Gelingen kommunikativer Prozesse.
In der Folge machte sich Groth als Vermittler der deutschen Sprache für Flüchtlinge und Spätaussiedler aus Osteuropa verdient. Zwischen 1997 und 2002 war er DAAD-Lektor an der Lucian-Blaga-Universität in Hermannstadt. Die Zeit zwischen Herbst 2002 und Sommer 2003 verbrachte er unterrichtend an der Freien Universität Berlin, bevor er wieder für ein Jahr (bis Sommer 2004) als DAAD-Lektor in Hermannstadt dozierte. Damals empfand Groth zunehmend Fremde zu seinem Heimatland.
In den folgenden Jahren lebte und arbeitete Groth in Hermannstadt. Er war Geschäftsführer der Brukenthal-Stiftung, wo er sich u. a. um eine adäquate Finanzierung und nachhaltige Verwaltung der Sommerresidenz von Baron Samuel von Brukenthal in Freck kümmerte. Außerdem fungierte er als Projektmanager für Sibiu 2007 im Zusammenhang mit der Ernennung Hermannstadts als Kulturhauptstadt Europas. Er war Mitarbeiter bei diversen EU-Projekten in Siebenbürgen. Daneben unterrichtete Groth weiter an der Universität, arbeitete im Bereich Deutsch als Fremdsprache und beschäftigte sich mit Übersetzungen – vorwiegend von Texten in wirtschaftlichem Zusammenhang. Zwischen März und Oktober 2007 arbeitete Groth als Repräsentant für die Firma Media-Consulta (heute Mc Group) in der rumänischen Hauptstadt Bukarest.
Nach seiner Rückkehr nach Deutschland war er zwischen Januar 2008 und Oktober 2009 im Bereich Marketing und Vertrieb bei der Firma m+a Maschinen und Anlagen Vertriebs-GmbH in Eichenzell tätig und nach dem Umzug nach Berlin zwischen Januar 2010 und August 2013 als Sales Consultant bei der Zendome GmbH.
Seit 2014 arbeitet Groth als Literaturübersetzer für belletristische und nichtfiktionale Texte aus dem Englischen und Rumänischen. Daneben untertitelt er Filme und Serien. Er lebt in Berlin.

## Wissenschaftliche Aufsätze (Auswahl)
- Das störende Rauschen. Aspekte von Sprache und Information, in: Germanistische Beiträge. 10/1999, S. 135–144.

## Übersetzungen
Aus dem Englischen
- Jackie Ashenden: Seide auf deiner Haut. Cora Verlag, Hamburg 2020.
- Jackie Ashenden: Satin, Dessous und du. CORA Verlag, Hamburg 2021.
- Lindsay Ashford: Welche Farbe hat die Wahrheit. amazoncrossing, Luxembourg 2015, ISBN 978-1-5039-5055-9.
- Lindsay Jayne Ashford: Die Frau im Orient-Express. Tinte & Feder, Imprint amazon, Luxembourg 2017, ISBN 978-1-4778-4828-9.
- Lindsay Ashford: Das Flüstern des Mondfalters. Tinte & Feder, Luxembourg 2018, ISBN 978-2-919800-19-3.
- Consuelo Saah Baehr: Die Liebe zu schönen Dingen : Spuren eines Lebens. Tinte & Feder, Luxembourg 2022, ISBN 978-2-496-70939-1.
- Consuelo Saah Baehr: Die Wiederkehr der Liebe : Spuren eines Lebens. Tinte & Feder, Luxembourg 2023, ISBN 978-2-496-70942-1.
- Liora Blake: Wild dream. Forever, Berlin 2017, ISBN 978-3-95818-916-4.
- Liora Blake: Fair catch. Forever, Berlin 2017, ISBN 978-3-95818-915-7.
- Lauren Blakely: Hard Love - ich kann dir nicht widerstehen! mtb, Hamburg 2020, ISBN 978-3-7457-0058-9.
- Rhys Bowen: Lord Westerhams Töchter. Tinte & Feder, Luxembourg 2018, ISBN 978-2-919801-46-6.
- Rhys Bowen: Die Frauen vom Lavendel-Garten. Tinte & Feder, Luxembourg 2021, ISBN 978-2-496-70779-3.
- Rhys Bowen: Das Kind der Toskana. Tinte & Feder, Luxembourg 2021, ISBN 978-2-496-70793-9.
- Rhys Bowen: Drei Schlüssel für Venedig. Tinte & Feder, Luxembourg 2022, ISBN 978-2-496-70781-6.
- Kateřina Čapková (Hg.), Hillel J. Kieval (Hg.): Zwischen Prag und Nikolsburg. Jüdisches Leben in den böhmischen Ländern. Vandenhoeck & Ruprecht, Göttingen 2020, ISBN 978-3-525-36427-7 Beschreibung bei vandenhoeck-ruprecht-verlage.com
- B. Celeste: Vor uns die Dämmerung. Forever, Berlin 2023, ISBN 978-3-95818-718-4.
- Michael Crummey: Sweetland. Mitteldeutscher Verlag, Halle (Saale) 2020, ISBN 978-3-96311-311-6.
- Cathryn Fox: Undercover in deinem Bett. CORA Verlag, Hamburg 2021.
- Brian Freeman: Der Mörder in deinem Kopf. Edition M, Luxembourg 2017, ISBN 978-1-5420-4647-3.
- Brian Freeman: Die Stimme in dir. Edition M, Luxembourg 2018, ISBN 978-2-919802-02-9.
- Rebecca Hunter: Paradies auf Green Island. CORA Verlag, Hamburg 2021.
- Dot Hutchison: Garten der Schmetterlinge. Edition M, Imprint amazon, Luxembourg 2016, ISBN 978-1-5039-4098-7.
- Jay McLean: Wohin der Weg mich führt. AmazonCrossing, Luxembourg 2015, ISBN 978-1-5039-4701-6.
- Eva Lesko Natiello: Memory Box : verborgene Lügen. Edition M, Luxembourg 2018, ISBN 978-2-919802-10-4.
- Aaron Patterson: Träum süß : das Recht der Vergeltung. AmazonCrossing, Luxembourg 2014, ISBN 978-1-4778-2251-7.
- Aaron Patterson: Träum weiter. AmazonCrossing, Luxembourg 2015, ISBN 978-1-5039-4413-8.
- Penny Reid: Love factually. Ullstein, Berlin 2020, ISBN 978-3-548-06265-5.
- Penny Reid: Factually married. Ullstein, Berlin 2020, ISBN 978-3-548-06274-7.
- Sara Rider: Going for the goal. Forever, Berlin 2018, ISBN 978-3-95818-963-8.
- Isobel Starling: Wie es dir gefällt. Dead Soft Verlag, Mettingen 2017, ISBN 978-3-96089-094-2.
- Roger Stelljes: Die Minnesota-Verschwörung. AmazonCrossing, Luxemburg 2014, ISBN 978-1-4778-2115-2.
- Roger Stelljes: Mörderisches Stillwater : ein McRyan-Thriller. AmazonCrossing, Luxembourg 2015, ISBN 978-1-5039-5085-6.
- Mark Sullivan: Unter blutrotem Himmel. Tinte & Feder, Luxembourg 2018, ISBN 978-1-5039-5008-5.
- Mark Sullivan: Unter blutrotem Himmel. Tinte & Feder, Luxembourg 2019, ISBN 978-2-919808-83-0.
- Mark Sullivan: Das letzte grüne Tal. Tinte & Feder, Luxembourg 2021, ISBN 978-2-496-70563-8.
- Suzan Tisdale: Laidens Tochter. Amazoncrossing, Luxembourg 2015, ISBN 978-1-5039-4470-1.
- Avril Tremayne: Spiel um Sex und Risiko. CORA Verlag, Hamburg 2020.
- Eric S. Wachtel: Die Essäer-Verschwörung (2012)
- Will Wight: Haus der Klingen (2021)
- Will Wight: Das blutrote Gewölbe (2023)

### Aus dem Rumänischen
- Alexandra Furnea: Das Tagebuch der 66. Die Nacht, in der ich brannte. Dittrich Verlag, Weilerswist 2024, ISBN 978-3-910732-31-5.
- Radu Țuculescu: Stalin, mit dem Spaten voran. Mitteldeutscher Verlag, Halle (Saale) 2018, ISBN 978-3-95462-994-7.[7]
- Radu Țuculescu: Metzgerei Kennedy. Zarte Nebenwirkungen der globalen Erwärmung. Mitteldeutscher Verlag, Halle 2019, ISBN 978-3-96311-107-5.[8][9]
- Florin Irimia: Chronik einer verspäteten Trennung – in: Sinn und Form 5/2024 (S. 682–696)
- Florin Irimia: Der Mann hinter dem Nebel. Dittrich Verlag, Weilerswist 2025, ISBN 978-3-910732-30-8
- Ana-Felicia Scutelnicu: Transit Times (Drehbuch, 2020)
- Radu Jude: O umbră de nor (Untertitel, 2020)
- Radu Ciocarniciuc: Acasă, My Home (Untertitel, 2020)
- Geoffroy de la Tullaye: Rumäniens verborgene Seele (Dialoge, 2021)
- Christopher Smith: Spy/Master (Fernsehserie; freie Übersetzung 2023)